# Steenrodhomologi
Inom algebraisk topologi, en del av matematiken, är Steenrodhomologi en homologiteori för kompakta metriska rum introducerad av Steenrod (1940, 1941), baserad på regelbundna cykler. Den liknar homologiteorin introducerad av Andrej Kolmogorov år 1936.